# Chesapeake Shores
Chesapeake Shores è una serie televisiva canadese/statunitense, basata sulla serie di romanzi omonimi di Sherryl Woods, prodotta dalla Chesapeake Shores Productions Inc in collaborazione con Borderline Distribution. 
La serie è stata prodotta dal 2016 al 2022 per sei stagioni, trasmesse su Hallmark Channel.
I protagonisti della serie sono: Jesse Metcalfe, Meghan Ory, Treat Williams, Diane Ladd, Brendan Penny e Andrew Francis. John Tinker è lo showrunner e il produttore esecutivo. All'inizio della quinta stagione, Jesse Metcalfe abbandona la serie e viene sostituito da un nuovo personaggio protagonista, interpretato da Robert Buckley.

## Trama
Abby O'Brien-Winters ritorna da New York alla sua città natale di Chesapeake Shores, nel Maryland, dopo aver ricevuto una telefonata in preda al panico dalla sorella minore Jess, che sta ristrutturando l'Inn at Eagle Point. Una carriera impegnativa, il divorzio e due figlie ancora piccole hanno tenuto Abby troppo occupata per dedicare tempo alla casa dove era cresciuta, e che suo padre aveva costruito. Salvare il B&B di sua sorella dal pignoramento è l'occasione per occuparsi meglio di se stessa e delle sue figlie, ma anche di ricostruire i legami spezzati della sua famiglia di origine, divisa da quando la madre Megan aveva deciso di lasciare il padre Mick e trasferirsi a New York. Abby ritrova anche Trace Riley, il primo amore, lasciato improvvisamente alla fine delle scuole superiori. All'inizio è un ostacolo ma diventa un alleato inaspettato e una seconda possibilità di trovare l'amore. La dinamica familiare si intensifica quando la madre di Abby torna in città.

## Episodi
| Stagione         | Episodi | Prima TV USA | Pubblicazione Italia |
| ---------------- | ------- | ------------ | -------------------- |
| Prima stagione   | 10      | 2016         | 2018                 |
| Seconda stagione | 10      | 2017         | 2018                 |
| Terza stagione   | 10      | 2018         | 2019                 |
| Quarta stagione  | 6       | 2019         | 2020                 |
| Quinta stagione  | 10      | 2021         | 2022                 |
| Sesta stagione   | 10      | 2022         | 2023                 |

## Interpreti principali e ruoli
- Trace Riley, interpretato da Jesse Metcalfe (stagioni 1-5) : primo amore di Abby che è tornato a Chesapeake Shores interrompendo misteriosamente una brillante carriera musicale a Nashville. Dopo il liceo, Abby lasciò bruscamente Trace e Chesapeake Shores senza preavviso per l'Università, un fatto per cui non l'aveva mai perdonata.
- Abby O'Brien-Winters, interpretata da Meghan Ory (stagioni 1-6): donna di carriera a New York, divorziata, madre di due giovani figlie e la più grande dei cinque figli di Mick e Megan. Dopo anni lontana dalla sua famiglia, torna a Chesapeake Shores, la città natale, quando viene a sapere della malattia della nonna. Nonostante qualche ripensamento decide di rimanere.
- Megan O'Brien, interpretata da Barbara Niven (stagioni 1-6): la ex moglie di Mick. Rientra a Chesapeake Shore durante la festa del 4 luglio, dopo anni vissuti in solitudine a New York. Non è facile riprendere una relazione serena con alcuni dei figli, che ancora provano rancore per l'abbandono. Ma sedici anni prima qualcosa fece sì che Megan non potesse più stare con Mick: scegliere di andarsene da sola da Chesapeake Shore era l'unica scelta possibile per non sradicare i bambini dalla loro casa.
- Jess O'Brien, interpretata da Laci J Mailey (stagioni 1-6): la sorella più piccola di Abby che ha comprato una vecchia locanda fatiscente che intende trasformare in un bed and breakfast. Per riuscire nell'impresa, e non chiedere soldi al padre, nelle prime puntate chiede aiuto economico ad Abby per poter far fronte a tutte le spese.
- Bree Elizabeth O'Brien, interpretata da Emilie Ullerup (stagioni 1-6): sorella minore di Abby vive a Chicago, ed è una scrittrice. La sua prima opera teatrale le ha valso brillanti recensioni, lo scarso successo della seconda, e poi della terza, cominciano a farle temere di avere avuto la cosiddetta "fortuna del principiante". Il blocco dello scrittore, e la malattia della nonna, la fanno tornare a casa.
- Kevin O'Brien, interpretato da Brendan Penny (stagioni 1-6): figlio maggiore di Mick e Megan. Inizialmente è un medico nell'esercito degli Stati Uniti, poi esplora altre opportunità di carriera nella seconda stagione.
- Connor O'Brien, interpretato da Andrew Francis (stagioni 1-6): il figlio più giovane di Mick e Megan che è inizialmente uno studente di giurisprudenza, e in seguito un aspirante avvocato.
- Nell O'Brien, interpretata da Diane Ladd (stagioni 1-6): matriarca degli O'Brien e madre di Mick. Di origini irlandesi, quando Megan si è trasferita Mick era spesso in viaggio per lavoro, Nell è diventata un vero e proprio punto di riferimento per la famiglia.
- Mick O'Brien, interpretato da Treat Williams (stagioni 1-6): patriarca degli O'Brien. Lasciato dalla moglie Megan molti anni prima, è rimasto nella casa di Chesapeake Shores per allevare i cinque figli nonostante lavorasse troppo.
- Evan Kincaid, interpretato da Robert Buckley (stagioni 5-6).

## Personaggi ricorrenti e ruoli
- Caitlyn Winters, interpretata da Abbie Magnuson: Figlia di Abby e Wes
- Carrie Winters, interpretata da Kayden Magnuson: Figlia di Abby e Wes
- Wes Winters, interpretato da Michael Karl Richards: Ex marito di Abby
- Leigh Corley, interpretata da Brittany Willacy: Membro della band e co-autrice di Trace
- Del Granger, interpretato da Serge Houde: Capo di Abby a Baltimora
- Danielle Clayman, interpretata da Britt Irvin: Compagna di classe dell'università di Connor che diventa il suo interesse amoroso
- Georgia Eyles, interpretata da Ali Liebert: Ex fidanzata di Kevin (1 stagione)
- Dee Riley, interpretata da Karen Kruper: Madre di Trace
- Lawrence Riley, interpretato da Tom Butler: Padre di Trace